# Arthur Lundin
Erik Arthur Lundin, född 22 juli 1890 i Stockholm, död 30 juni 1971 på Lidingö, var en svensk manusförfattare och inspicient.
Lundin anställdes 1915 vid AB Svenska Biografteatern, han tjänstgjorde bland annat som inspicient i Lidingöateljén. Sedan sommaren 1921 arbetade han vid inköpsavdelningen på Svensk Filmindustri. Lundin är begravd på Norra begravningsplatsen utanför Stockholm.

## Filmmanus
- 1916 – Svartsjukans följder